# 2012年美国大奖赛
2012年美国大奖赛是2012年世界一级方程式锦标赛第十九站赛事，于11月16日-18日在美国德克萨斯奥斯丁举行。在17日的排位赛中，红牛车队的德国车手塞巴斯蒂安·维特尔赢得杆位 。在18日的正赛中，迈凯伦车队的英国车队路易斯·汉密尔顿获得冠军。本站比赛结束后，红牛车队凭借积分榜上的领先优势成功卫冕年度车队总冠军。